# Grabow (adelsslægter)
Grabow eller Grabou er navnet på to forskellige uradelsslægter fra Nordtyskland; den ene fra Brandenburg, den anden fra Mecklenburg. Begge slægter har haft medlemmer, som indvandrede fra Tyskland til Danmark.

## Kendte personer
- Jørgen Rudolphsen von Grabow, politiker og amtmand
- Rudolph Günter von Grabow, godsejer
- Jørgen von Grabow, politiker